# Эгидий Римский
Эги́дий Ри́мский, Эджи́дио Коло́нна, (лат. Aegidius Romanus; фр. произн. Жиль де Ром; лат. Aegidius a Columnis) (1246/1247 — 1316) — видный философ и теолог латинского Средневековья; епископ Буржа.

## Биография
Получил образование в Парижском университете, где слушал Фому Аквинского, затем стал магистром университета и преподавал там с 1285 по 1291 год.
С 1292 по 1295 год был генералом (главой) ордена августинцев-еремитов и с 1295 года епископом Буржа. Его перу принадлежат философские трактаты, комментарии к Аристотелю, к «Сентенциям» Петра Ломбардского. Известен как церковный писатель, выступал за превосходство духовной власти над светской, поддерживал теократические притязания Бонифация VIII.

## Научная деятельность

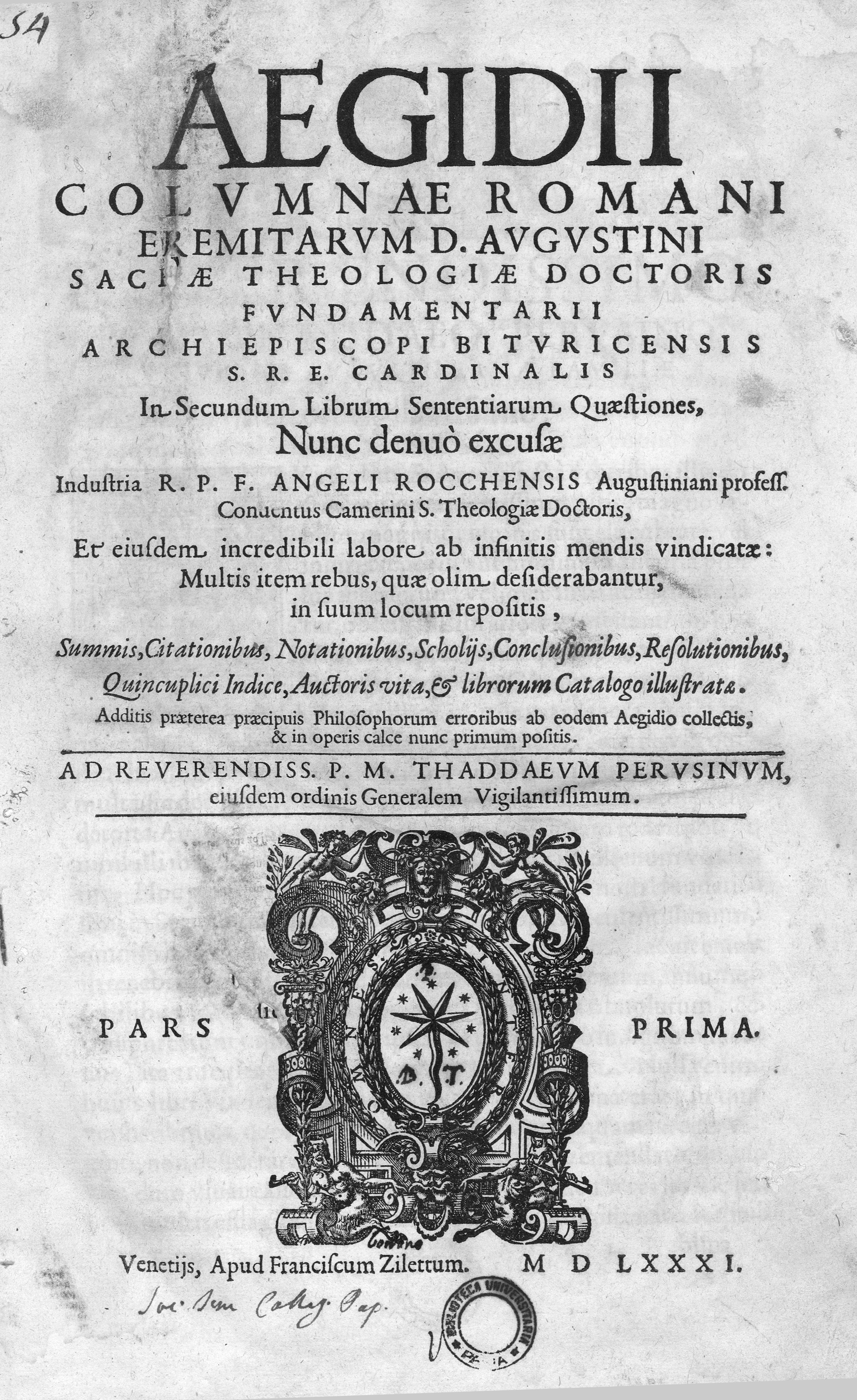
In secundum librum sententiarum quaestiones, 1581

Наибольшую славу ему принес трактат «О правлении государей» (лат. De regimine principum). Работа появилась в переломный для средневекового мировоззрения период, когда разгорелась борьба в философии вокруг естественнонаучных работ Аристотеля. В 1270 и 1277 годах парижские аверроисты подверглись осуждению. В 1277 году вместе с тезисами аверроистов были осуждены и тезисы их противника — Фомы Аквинского.
Эгидий Римский активно защищал идеи Фомы и был вынужден покинуть Париж. Вероятно, в это время увидел свет трактат «О правлении государей», который был издан незадолго до смерти французского короля Филиппа III и посвящался будущему королю Филиппу IV Красивому. Трактат — это наставление государя в добром правлении, что предполагает его умение управлять собой, своей семьёй и государством; является типично схоластическим сочинением с чёткой структурой, развитой системой логического доказательства, основанной на аристотелевом силлогизме.
Аристотель для Эгидия Римского — главный авторитет, к его работам («Никомахова этика», «Политика», «Риторика») он обращался неоднократно. Педагогические идеи Эгидия Римского — это новый уровень размышлений на темы воспитания, отличный от идей Гуго Сен-Викторского и Винсента из Бове. Круг вопросов достаточно широк: во второй книге трактата говорится о роли родителей в воспитании детей, о любви родителей к детям и заботе о них, о целях воспитания, о программе образования, об условиях успешного обучения, об учителе и его качествах, о греховных склонностях и должном поведении детей, об их отдыхе, одежде, об обществе друзей, о возрастных периодах детей, особенностях их образования и воспитания в этих периодах.

## Основные труды
- In secundum librum sententiarum quaestiones.
- In quosdam Aristotelis Metaphysicorum locos quaestiones.
- Theoremata de corpore Christi (1277)
- De gradibus formarum (1277-1278)
- Theoremata de esse et essentia (1278-1280)
- Quaestiones disputatae de esse et essentia (1285-1286)
- De erroribus philosophorum
- De regimine principum (1292)
- De ecclesiastica sive summi pontificis potestate (1301)
- In libros De physico auditu Aristotelis commentaria.